# Заріч'є (Підосиновський район)
Зарі́ч'є (рос. Заречье) — село у складі Підосиновського району Кіровської області, Росія. Входить до складу Демьяновського міського поселення.
Населення становить 99 осіб (2010, 132 у 2002).
Національний склад станом на 2002 рік — росіяни 99 %.